# Glinka (Oblast' di Smolensk)
Glinka (in russo Глинка?) è un villaggio dell'oblast' di Smolensk, in Russia; è il centro amministrativo del distretto Glinkovskij.
Si trova nella parte centrale della regione, 60 km a sud-est di Smolensk.